# Aorico
Aorico (em latim: Aoricus) foi um chefe gótico (juiz), filho do chefe Ariarico. No ano 332, sob as condições do acordo selado entre seu pai e o imperador romano Constantino, o Grande (r. 306–337), ele passou a residir na capital imperial Constantinopla para ser educado. Provavelmente a estátua erigida na capital em honra a um príncipe gótico fosse de Aorico.
Na década de 340, eclodiu um conflito entre godos e romanos. Aproveitando o congelamento do Danúbio, os godos o cruzaram para então invadirem a Mésia. Esse conflito pode ter sido motivado pela perseguição aos cristãos encabeçada por Aorico em 347/348 como relatado por Auxêncio de Durostoro.
Como Herwig Wolfram notou, a "aliteração, variação e ritmo na linha de nomes Atanarico, Aorico e Ariarico se assemelha ao 'tipo ideia' de Hadubrando, Hildebrando e Heribrando" Ele considerou que as similaridades e comparação sugerem que todos os três reis eram membros da dinastia dos Baltos.